# Волчий Ручей
См. также: Волчий (ручей).
Во́лчий Руче́й — деревня в Красноборском районе Архангельской области. Входит в состав Алексеевского сельского поселения.

## География
Находится в юго-восточной части Архангельской области на расстоянии приблизительно 9 км на запад-северо-запад по прямой от административного центра района села Красноборск на левобережье реки Северная Двина.

## История
Отмечалась уже только в 1939 году как деревня Ляпуновского сельсовета.

## Население
Численность населения не была учтена как в 2002 году, так и в 2010.